# 奥殿町
奥殿町（おくとのちょう）は、愛知県岡崎市の町名である。丁番を持たない単独町名であり、34の小字が設置されている。

## 地理
岡崎市の北西部に位置する。

### 河川
- 巴川
  - 郡界川

### 小字
| - 字赤坂（あかさか） - 字赤峯（あかみね） - 字芦ノ谷下（あしのやげ） - 字当平（あてだいら） - 字石飛（いしとび） - 字牛飼（うしかい） - 字梅ノ谷下（うめのやげ） - 字大沢洞（おおさわぼら） - 字落ケ入（おちがいり） - 字釜ケ入（かまがいり） - 字苅宿（かりやど） - 字川添（かわぞえ） | - 字寒並下（かんなみした） - 字寒並（かんなみ） - 字小滝（こたき） - 字菅伍田（すごだ） - 字炭焼（すみやき） - 字雑谷下（ぞうやげ） - 字田祗（たがみ） - 字棚田（たなだ） - 字寺屋敷（てらやしき） - 字天王下（てんのうした） - 字天王洞（てんのうぼら） | - 字戸井田洞（といだぼら） - 字仲田（なかた） - 字仲西（なかにし） - 字椰ノ谷下（なぎのやげ） - 字西田神（にしたがみ） - 字西日影（にしひかげ） - 字根屋敷（ねやしき） - 字東日影（ひがしひかげ） - 字桃ノ木（もものき） - 字薬師洞（やくしぼら） - 字屋敷前（やしきまえ） |

## 世帯数と人口
2019年（令和元年）5月1日現在の世帯数と人口は以下の通りである。
| 町丁   | 世帯数  | 人口  |
| ------ | ------- | ----- |
| 奥殿町 | 189世帯 | 557人 |

### 人口の変遷
国勢調査による人口の推移
| 1995年（平成7年）  | 575人 | [ 5 ] |  |
| 2000年（平成12年） | 552人 | [ 6 ] |  |
| 2005年（平成17年） | 560人 | [ 7 ] |  |
| 2010年（平成22年） | 554人 | [ 8 ] |  |
| 2015年（平成27年） | 537人 | [ 9 ] |  |

## 小・中学校の学区
市立小・中学校に通う場合、学区は以下の通りとなる。
| 番・番地等 | 小学校             | 中学校               |
| ---------- | ------------------ | -------------------- |
| 全域       | 岡崎市立奥殿小学校 | 岡崎市立新香山中学校 |

## 歴史
額田郡奥殿村を前身とする。

### 沿革
- 1889年（明治22年）10月1日 - 町村制施行。奥殿村・桑原村・川向村・宮石村・渡通津村・日影村が合併し、奥殿村大字奥殿となる[11]。
- 1906年（明治39年）5月1日 - 合併に伴い、岩津村大字奥殿となる[12]。
- 1928年（昭和3年）5月1日 - 町制施行に伴い、岩津町大字奥殿となる[12]。
- 1955年（昭和30年）2月1日 - 岡崎市へ編入し、同市奥殿町となる[12]。

## 施設
- 上奥殿町公民館
- 中奥殿町公民館
- 下奥殿集会所
- 岡崎市立奥殿小学校
- 岡崎市立岩松保育園
- 奥殿陣屋
- 熊野神社
- 奥殿神社
- 西光寺

## ギャラリー
- 奥殿陣屋
- 奥殿陣屋に隣接する花畑
- 岡崎市立奥殿小学校
- 熊野神社

## 交通
- 新東名高速道路
  - 通過するのみである。
  - 隣接する宮石町に所在する岡崎サービスエリアは、当初「岡崎奥殿」や「岡崎おくとの」の名称案もあったが、これは宮石町が旧奥殿村域であるためである。
- 愛知県道338号花沢桑原線（大給の里道）

## その他

### 日本郵便
- 郵便番号 : 444-2108[3]（集配局：岩津郵便局[13]）。

## 参考資料
- 「角川日本地名大辞典」編纂委員会 編『角川日本地名大辞典 23 愛知県』角川書店、1989年3月8日。ISBN 4-04-001230-5。
- 有限会社平凡社地方資料センター 編『日本歴史地名体系第23巻 愛知県の地名』平凡社、1981年。ISBN 4-582-49023-9。
- 新編岡崎市史編さん委員会 編『新編岡崎市史 総集編 20』1993年。